# Jiang Tingting
Jiang Tingting, född den 25 september 1986 i Chengdu, Kina, är en kinesisk konstsimmare.
Hon tog OS-brons i lagtävlingen i konstsim i samband med de olympiska konstsimstävlingarna 2008 i Peking.
Hon tog OS-silver i samma gren i samband med de olympiska konstsimstävlingarna 2012 i London.